# پایگاه هوایی بینه تهوی

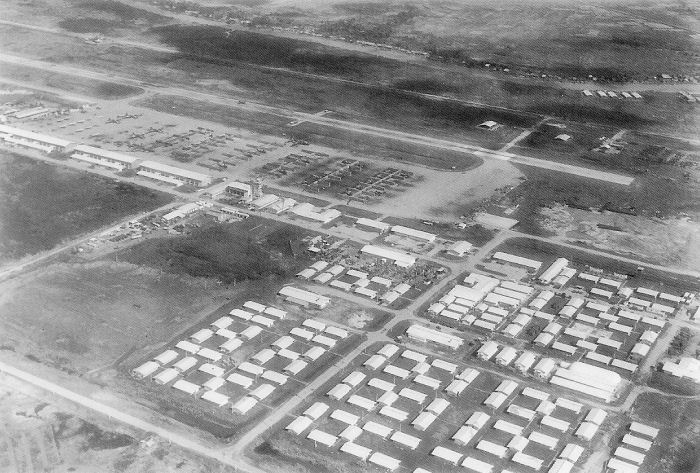
بینه تهوی در ۱۹۶۷

پایگاه هوایی بینه تهوی (به انگلیسی: Binh Thuy Air Base) یک فرودگاه پایگاه نیروی هوایی است . این فرودگاه در کشور ویتنام قرار دارد .